# Jože Ftičar
Jože Ftičar, slovenski prevajalec, lektor, scenarist, dialektolog in narečni pisatelj, * 10. april 1930, Gomilica, Kraljevina Jugoslavija; † 30. april, 2017, Mekinje, Slovenija

## Življenje
Rodil se je v kmečki družini očetu Štefanu Ftičarju in materi Ani. Po štirih letih šolanja v domačem kraju je leta 1941 odšel v Mursko Soboto, kjer je v vojnih razmerah končal nižjo gimnazijo. Po opravljenih nostrifikacijskih izpitih je šolanje na gimnaziji nadaljeval in v šolskem letu 1948/49 maturiral. Na Filozofski fakulteti v Ljubljani je študiral slovenski jezik s književnostjo, srbohrvaščino in ruščino in tam leta 1958 diplomiral iz publicistike Božidarja Raiča, h kateremu se je v kasnejših letih še vračal. Pisal pa je tudi o drugih pomembnih prekmurskih rojakih, kot so bili Jožef Sakovič, Jožef Klekl, Jožef Smej, Vilko Novak in drugi.
Prvo službo je našel pri Triglav filmu in pozneje Viba filmu, kjer je kot lektor sodeloval pri več slovenskih filmih (Tri četrtine sonca, Strici so mi povedali idr.). Pripravil je dva filmska scenarija po Kranjčevih delih Strici so mi povedali in Zemlja se z nami premika. Kasneje je filmsko lektorstvo zamenjal s filmskim in se zaposlil na RTV Slovenija, kjer je ostal vse do upokojitve leta 1992. Tam je bil lektor slovenskih prevodov tujih filmov.
V času, ko je bil Ftičar zaposlen pri Radiu Slovenija, je iz Madžarščine prevedel več radijskih iger: Glas v telefonu (Ivan Mándy, 1983), Efekt: bomba gor - bomba dol (Gábor Fülöp, 1983), komedijo Igra z glasom (György Schwajda, 1984), Hudic Klemenko (Ibolya Kardos, 1989), radijsko igro za otroke Kavalirska zadeva (Sandor Majaros, 1991), komedijo Psihodni (Béres Attila, 1995), Ljubimca iz Prage (Károlly Szakonyi, 1995) in Peto dejanje (Miklós Vámos, 1996).
Njegovo delo Za napršnjek vedrine, ki je izšlo v dveh delih (Za napršnjek vedrine I. leta 2004 in Za napršnjek vedrine II leta 2006) je napisano v dolinskem prekmurskem narečju in je smatrano kot prvi slovenski roman v prekmurskem narečnem jeziku, delo pa je posvetil rojakom v prekmurju, kar nakaže tudi v uvodnih besedah: "Ohranja naj duha rodovne in narodne skupnosti; še zlasti naj okrepi voljo do (mirnega in tvornega) sožitja s sosednjimi narodi ob vključevanju v Evropsko zvezo". Romana na zadnjih straneh vsebujeta tudi slovar, v katerem prevaja prekmurske besede v knjižnje slovenske. 

## Dela
- Za napršnjek vedrine I. Murska Sobota: Založba Stopinje, 2004.
- Za napršnjek vedrine II. Murska Sobota: Založba Stopinje, 2006.

## Prevodi
- Lajos Zilahy: Nekaj plava po vodi. Ljubljana: Državna založba Slovenije, 1962.
- Zsigmond Móricz: Bodi dober do smrti. Murska Sobota: Pomurska založba, 1966.
- György Sándor Gál in Vilmos Somogyi: Zgodbe iz dunajskega gozda. Murska Sobota: Pomurska založba, 1976.

## Strokovni članki
- Slovenski taborit Božidar Raič – buditelj prekmurskih Slovencev. Svet ob Muri, 1958, let. 3, št. 1-2, str. 25-33.
- Božidar Raič in ljudske pravljice. Slovenski etnograf 14, 1961, str. 149-164.
- Slovenci na levi in desni strani Mure in njihovi kulturni stiki. V: Zadravec, F. et al. (ur.). Panonski zbornik. Murska Sobota: Pomurska založba, 1996, str. 117-130.
- Vilko Novak v Kleklovih Novinah. Stopinje, 1999, let. 28, str. 116-121.
- Božidar Raič – prvi informator o prekmurskem jeziku in slovstvu. V: Kozar, L. ml. (ur.), Pisec sedmerih luči: zbornik s simpozija o Miklošu Küzmiču. Moravske Toplice: Občina; Murska Sobota: Pomurski naddekanat; Petanjci: Ustanova dr. Šiftarjeva fundacija, 2005, str. 127-139.
- Izseljenski besednjak prekmurščine. Zbornik soboškega muzeja, 2008, let.  11/12, str. 31-40.
- Dijaki soboške gimnazije v primežu vojne in okupacije. Stopinje, l2012-2015, let. 41, str. 91-95; let. 42, str. 122-127; let. 43, str. 127 – 132; let. 44, str. 123-129.